# Lago Pekwachnamaykoskwaskwaypinwanik
O Lago Pekwachnamaykoskwaskwaypinwanik é um lago de água doce localizado na província de Manitoba, Canadá.

## Descrição
O nome deste lago é originário na língua Cree e pode ser traduzido da seguinte forma: "onde as trutas selvagens são capturados pela pesca com anzóis". Este nome é o maior nome próprio de qualquer lugar existente do Canadá, sendo composto por 31 letras.
Este lago encontra-se nas coordenadas geográficas 54°1'41" N 93º31'59" W.